# ВВС Северо-Западного фронта (Великая Отечественная война)
ВВС Северо-Западного фронта (ВВС СЗФ) — оперативное объединение фронтовой авиации, предназначенное для решения боевых задач (ведения боевых действий) во взаимодействии (в совместных операциях) с другими видами Вооружённых Сил Союза ССР, а также проведения самостоятельных воздушных операций.

## История наименований
- ВВС Прибалтийского военного округа;
- ВВС Северо-Западного фронта (22.06.1941 г.);
- 6-я воздушная армия (14.06.1942 г.);
- ВВС Войска Польского (31.10.1944 г.).

## История и боевой путь
После начала войны 22 июня 1941 года на базе Прибалтийского военного округа сформирован Северо-Западный фронт. ВВС Прибалтийского военного округа переименованы в ВВС Северо-Западного фронта. ВВС фронта вели боевые действия в зоне ответственности Северо-Западного фронта.
ВВС фронта принимали участие в битвах и операциях:
- Приграничные сражения — с 22 июня 1941 года по 29 июня 1941 года.
- Прибалтийская оборонительная операция — с 22 июня 1941 года по 9 июля 1941 года.
- Ленинградская оборонительная операция — с 10 июля 1941 года по 30 сентября 1941 года.
- Тихвинская оборонительная операция — с 16 октября 1941 года по 30 декабря 1941 года.
- Демянские операции:
  - Демянская наступательная операция — с 7 января по 19 марта 1942 года. (первое наступление началось 7 января 1942 года, второе наступление — 29 января 1942 года; 20 февраля 1942 года противник был окружён).
  - Демянская оборонительная операция — с 20 марта по конец апреля 1942 года (21 апреля 1942 года окружённая группировка была деблокирована).
  - Демянская наступательная операция — с 3 по 20 мая 1942 года.
  - Демянская наступательная операция — с конца мая по начало июня 1942 года.
- Торопецко-Холмская наступательная операция — с 9 января 1942 года по 6 февраля 1942 года.

14 июня 1942 года на основании Приказа НКО № 00117 от 6 июня 1942 года ВВС Северо-Западного Фронта преобразованы в 6-ю воздушную армию. Армия перешла в оперативное подчинение Северо-Западного Фронта.

## В составе
Находились в составе Северо-Западный фронт.
| Подчинение            | Период                  |
| --------------------- | ----------------------- |
| Северо-Западный фронт | 22.06.1941 — 14.06.1942 |

## Командующие
- генерал-майор авиации Ионов Алексей Павлович, 22.06.1941 - 01.07.1941	г.
- генерал-лейтенант авиации Куцевалов Тимофей Федорович[1], 01.07.1941 - 14.05.1942 г.
- генерал-майор авиации Кондратюк Даниил Федорович[1], 14.05.1942 - 14.06.1942 г.

## Состав
В состав ВВС фронта в разное время входили:

### 1941 год
| - ВВС 8-й армии - ВВС 11-й армии - ВВС 27-й армии - Соединения и части фронтового подчинения: - 43-я истребительная авиационная дивизия - 12-я бомбардировочная авиационная дивизия - 13-я бомбардировочная авиационная дивизия - 9-я смешанная авиационная дивизия - 10-я смешанная авиационная дивизия - 11-я смешанная авиационная дивизия - 184-й истребительный авиационный полк - 313-й разведывательный авиационный полк - 314-й разведывательный авиационный полк - 59-я истребительная авиационная дивизия (в стадии формирования) - 60-я истребительная авиационная дивизия (в стадии формирования) |

| - ВВС 8-й армии - ВВС 11-й армии - ВВС 27-й армии - Соединения и части фронтового подчинения: - 6-я смешанная авиационная дивизия - 7-я смешанная авиационная дивизия - 8-я смешанная авиационная дивизия - 57-я смешанная авиационная дивизия |

| - ВВС 8-й армии - ВВС 11-й армии - ВВС 27-й армии - Соединения и части фронтового подчинения: - 6-я смешанная авиационная дивизия - 7-я смешанная авиационная дивизия - 4-я смешанная авиационная дивизия - 57-я смешанная авиационная дивизия - 8-я истребительная авиационная дивизия |

| - ВВС 8-й армии - ВВС 11-й армии - ВВС 27-й армии - Соединения и части фронтового подчинения: - 6-я смешанная авиационная дивизия - 4-я смешанная авиационная дивизия - 57-я смешанная авиационная дивизия |

| - ВВС 11-й армии - 7-я смешанная авиационная дивизия - ВВС 27-й армии - 4-я смешанная авиационная дивизия - 28-й истребительный авиационный полк - 268-й истребительный авиационный полк - ВВС 34-й армии - 57-я смешанная авиационная дивизия - Соединения и части фронтового подчинения: - 6-я смешанная авиационная дивизия - 415-й истребительный авиационный полк |

| - ВВС 11-й армии - 57-я смешанная авиационная дивизия - ВВС 27-й армии - 4-я смешанная авиационная дивизия - ВВС 34-й армии - 7-я смешанная авиационная дивизия - Соединения и части фронтового подчинения: - 6-я смешанная авиационная дивизия |

| - ВВС 11-й армии - ВВС 27-й армии - ВВС 34-й армии - Соединения и части фронтового подчинения: - 57-я смешанная авиационная дивизия - 4-я смешанная авиационная дивизия - 6-я смешанная авиационная дивизия - 7-я смешанная авиационная дивизия - 240-я разведывательная авиационная эскадрилья - 21-я отдельная тяжелая бомбардировочная авиационная эскадрилья |

| - ВВС 11-й армии - ВВС 27-й армии - ВВС 34-й армии - Соединения и части фронтового подчинения: - 57-я смешанная авиационная дивизия - 4-я смешанная авиационная дивизия - 6-я смешанная авиационная дивизия - 7-я смешанная авиационная дивизия - 240-я разведывательная авиационная эскадрилья - 21-я отдельная тяжелая бомбардировочная авиационная эскадрилья - 221-я отдельная легкая бомбардировочная авиационная эскадрилья |

### 1942 год
| - ВВС 11-й армии - ВВС 27-й армии - ВВС 34-й армии - Соединения и части фронтового подчинения: - 4-я смешанная авиационная дивизия - 6-я смешанная авиационная дивизия - 7-я смешанная авиационная дивизия - 57-я смешанная авиационная дивизия - 670-й легко-бомбардировочный авиационный полк - 240-я разведывательная авиационная эскадрилья |

| - ВВС 11-й армии - 57-я смешанная авиационная дивизия - ВВС 34-й армии - 8-я смешанная авиационная дивизия - Соединения и части фронтового подчинения: - 6-я смешанная авиационная дивизия - 41-я смешанная авиационная дивизия - 240-я разведывательная авиационная эскадрилья |

| - ВВС 1-й ударной армии - 12-й истребительный авиационный полк - 416-й истребительный авиационный полк - 739-й истребительный авиационный полк - 744-й истребительный авиационный полк - 707-й ночной бомбардировочный авиационный полк - 710-й ночной бомбардировочный авиационный полк - ВВС 11-й армии - 161-й истребительный авиационный полк - 674-й легко-бомбардировочный авиационный полк - 676-й легко-бомбардировочный авиационный полк - ВВС 34-й армии - 402-й истребительный авиационный полк - 661-й легко-бомбардировочный авиационный полк - 677-й легко-бомбардировочный авиационный полк - Соединения и части фронтового подчинения: - 38-й истребительный авиационный полк - 169-й истребительный авиационный полк - 55-й бомбардировочный авиационный полк - 514-й пикирующий бомбардировочный авиационный полк - 624-й скоростной бомбардировочный авиационный полк - 288-й штурмовой авиационный полк - 502-й штурмовой авиационный полк - 626-й ночной бомбардировочный авиационный полк - 699-й ночной бомбардировочный авиационный полк - 240-я отдельная разведывательная авиационная эскадрилья - 321-я отдельная разведывательная авиационная эскадрилья |

| - ВВС 1-й ударной армии - 416-й истребительный авиационный полк - 744-й истребительный авиационный полк - 707-й ночной бомбардировочный авиационный полк - 321-я отдельная разведывательная авиационная эскадрилья - ВВС 11-й армии - 161-й истребительный авиационный полк - 674-й легко-бомбардировочный авиационный полк - ВВС 34-й армии - 402-й истребительный авиационный полк - 597-й легко-бомбардировочный авиационный полк - 661-й легко-бомбардировочный авиационный полк - 677-й легко-бомбардировочный авиационный полк - Соединения и части фронтового подчинения: - 38-й истребительный авиационный полк - 55-й бомбардировочный авиационный полк - 514-й пикирующий бомбардировочный авиационный полк - 624-й скоростной бомбардировочный авиационный полк - 502-й штурмовой авиационный полк - 690-й ночной ближнебомбардировочный авиационный полк - 699-й ночной бомбардировочный авиационный полк - 21-я отдельная тяжелая бомбардировочная авиационная эскадрилья - 302-я отдельная легкая бомбардировочная авиационная эскадрилья - 303-я отдельная легкая бомбардировочная авиационная эскадрилья - 304-я отдельная легкая бомбардировочная авиационная эскадрилья |

| - ВВС 1-й ударной армии - 416-й истребительный авиационный полк - 744-й истребительный авиационный полк - 707-й ночной бомбардировочный авиационный полк - 321-я отдельная разведывательная авиационная эскадрилья - ВВС 11-й армии - 38-й истребительный авиационный полк - 161-й истребительный авиационный полк - 517-й истребительный авиационный полк - 645-й легко-бомбардировочный авиационный полк - 674-й легко-бомбардировочный авиационный полк - ВВС 34-й армии - 402-й истребительный авиационный полк - 597-й легко-бомбардировочный авиационный полк - 661-й легко-бомбардировочный авиационный полк - 677-й легко-бомбардировочный авиационный полк - ВВС 53-й армии - 642-й легко-бомбардировочный авиационный полк - 690-й транспортный авиационный полк - Соединения и части фронтового подчинения: - 55-й бомбардировочный авиационный полк - 58-й бомбардировочный авиационный полк - 514-й пикирующий бомбардировочный авиационный полк - 624-й скоростной бомбардировочный авиационный полк - 288-й штурмовой авиационный полк - 502-й штурмовой авиационный полк - 699-й транспортный авиационный полк - 21-я отдельная тяжелая бомбардировочная авиационная эскадрилья |

| - ВВС 1-й ударной армии - 744-й истребительный авиационный полк - 707-й ночной бомбардировочный авиационный полк - ВВС 11-й армии - 21-й гвардейский истребительный авиационный полк - 645-й легко-бомбардировочный авиационный полк - ВВС 27-й армии - ВВС 34-й армии - 402-й истребительный авиационный полк - 597-й легко-бомбардировочный авиационный полк - 642-й легко-бомбардировочный авиационный полк - 661-й легко-бомбардировочный авиационный полк - 677-й легко-бомбардировочный авиационный полк - 690-й транспортный авиационный полк - ВВС 53-й армии - 649-й легко-бомбардировочный авиационный полк - Соединения и части фронтового подчинения: - 55-й бомбардировочный авиационный полк - 58-й бомбардировочный авиационный полк - 514-й пикирующий бомбардировочный авиационный полк - 624-й скоростной бомбардировочный авиационный полк - 699-й транспортный авиационный полк - 321-я отдельная разведывательная авиационная эскадрилья - 161-й истребительный авиационный полк (на доукомплектовании) - 517-й истребительный авиационный полк (на доукомплектовании) - 502-й штурмовой авиационный полк (на доукомплектовании) - 674-й легко-бомбардировочный авиационный полк (на доукомплектовании) |